# La Polla Records
La Polla Records, ou La Polla après 1995, est un groupe de punk rock espagnol, originaire de Salvatierra-Agurain, au Pays basque. Formé en 1979, il est un groupe majeur de la scène rock basque et une référence dans le monde hispanique. Il se sépare en 2003 après le décès de Fernandito, leur batteur.

## Biographie

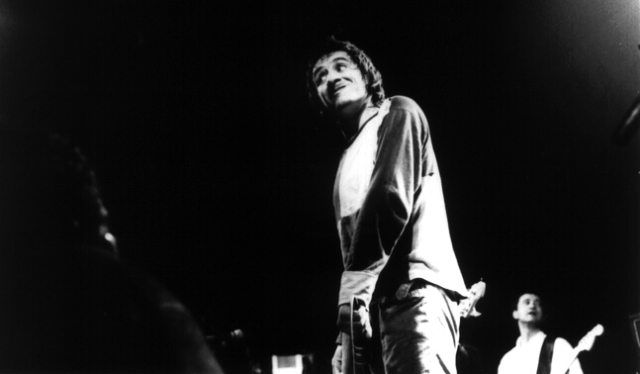
Evaristo, avec La Polla en concert.

La Polla Records est formé en 1979 en Salvatierra-Agurain, au Pays basque, par Evaristo Páramos (chant), Fernando Murua Quintana (batterie), Maleguin (basse), Manolo García, et Txarly (guitare). Le nom du groupe est polémique en Espagne car polla signifie pénis, ou plus vulgairement « bite ». En 1983 sort leur EP, ¿Y ahora qué?, au label indépendant Oihuka, qui comprend seulement quatre chansons. La même année, ils jouent en concert avec des groupes comme Eskorbuto. Peu de temps après, en 1984, ils publient leur premier album studio, avec 19 chansons, intitulé Salve. Il traite du fascisme, du capitalisme, du nationalisme, de l'autoritarisme, du catholicisme, de la politique, des problèmes mentaux, de la mode, et d'autres facteurs sociétaux.
Plus tard, ils sortent les albums Revolución (1985), No somos nada (1987), Donde se habla (1988), En directo (premier album live du groupe enregistré à Lakuntza), Ellos dicen mierda, nosotros amén et Los Jubilados (1990), leur deuxième EP Barman, Negro en (1992) et Hoy es el futuro en 1993.
En 1994, un tribunal interdira au groupe d'utiliser son nom. Mais LPR ignore le jugement et publie l'album Bajo presión en 1994 (l'album est réédité aux États-Unis le 24 septembre 1996). Finalement, en 1996, le groupe décide d'utiliser le nom simple de La Polla, et publie l'album Carne pa' la picadora en 1996. Puis ils sortent leur deuxième album live intitulé La Polla en tu recto en 1998. En 1999 ils célèbrent leur vingt ans d'existence avec la sortie de Toda la puta vida igual. À partir de 2000, Txarly quitte le groupe et est remplacé par Jokin du groupe M.C.D., avec qui ils enregistrent l'album Bocas, publié en 2001.
Pendant leur tournée en 2002, Fernando Murua Quintana décède le 3 septembre à la suite d'une attaque cardiaque. LPR annule alors tous ses concerts et tournées. Malgré le décès de Fernandito, ils recrutent le batteur Tripi et publient leur dernier album, El último (el) de la Polla, avant de mettre fin à 24 ans de carrière en 2003.
Après la dissolution du groupe, Evaristo publie un livre intitulé Por los hijos lo que sea qui relate les faits historiques et les anecdotes du groupe, continuant sa carrière musicale avec des groupes comme The Kagas, et The Meas.

## Membres
- Evaristo - chant
- Abel - basse
- Fernandito - batterie
- Txarly - guitare
- Sume - guitare

### Ancien membre
- Maleguin - basse (de Y ahora que? à l'album Revolución)

## Discographie
- 1981 : Banco Vaticano (démo)
- 1983 : Y ahora que?
- 1984 : Salve
- 1985 : Revolución
- 1987 : No somos nada
- 1988 : Donde se habla
- 1988 : En directo (album live)
- 1990 : Ellos dicen mierda nosotros amen
- 1990 : Los Jubilados
- 1991 : Barman (EP)
- 1992 : Negro
- 1993 : Hoy es el futuro'
- 1994 : Bajo presión
- 1996 : Carne para la picadora
- 1998 : En tu recto
- 1999 : Toda la puta vida igual
- 2001 : Bocas
- 2003 : El último (el) de La Polla

### Compilations
- Volumen 1
- Volumen 2
- Volumen 3
- Volumen 4
- 14 años de La Polla
- L'asturianu muévese (avec la chanson Ensin salida)
- 2000 : La Polla al corte (DVD inédit)
- 2002 : ViñaRock 2002
- 2004 : Vamos Entrando